# Tachina

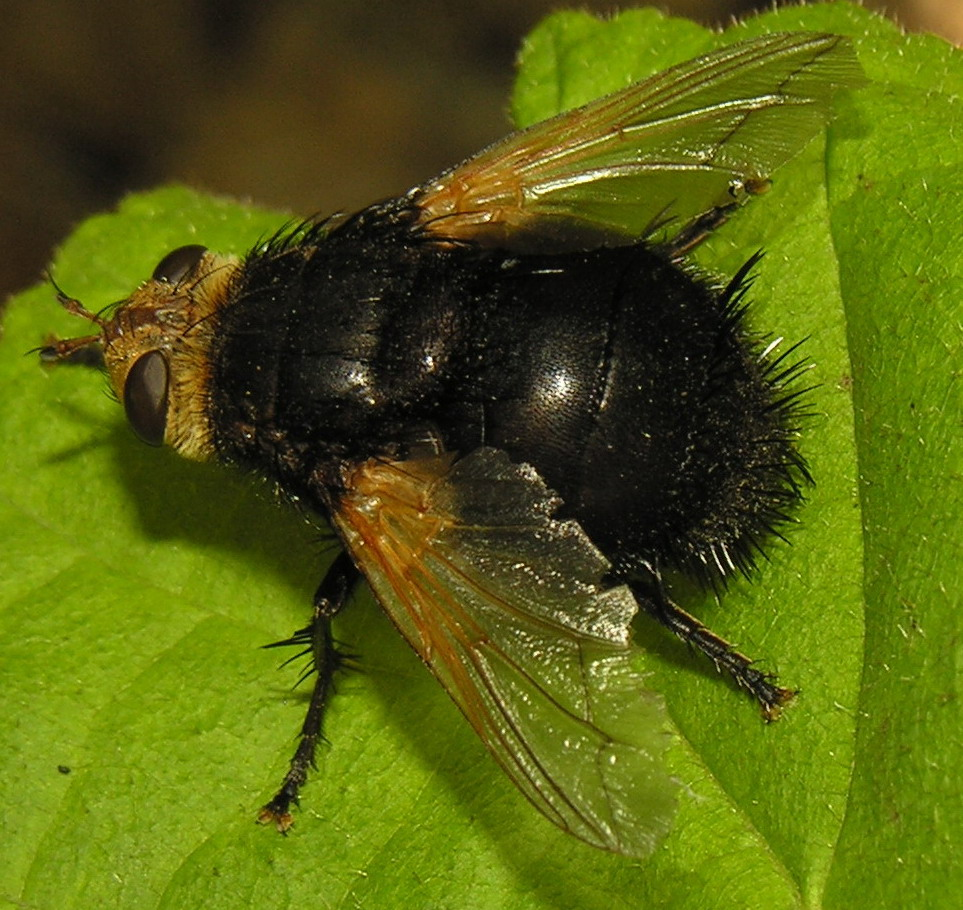
Tachina grossa

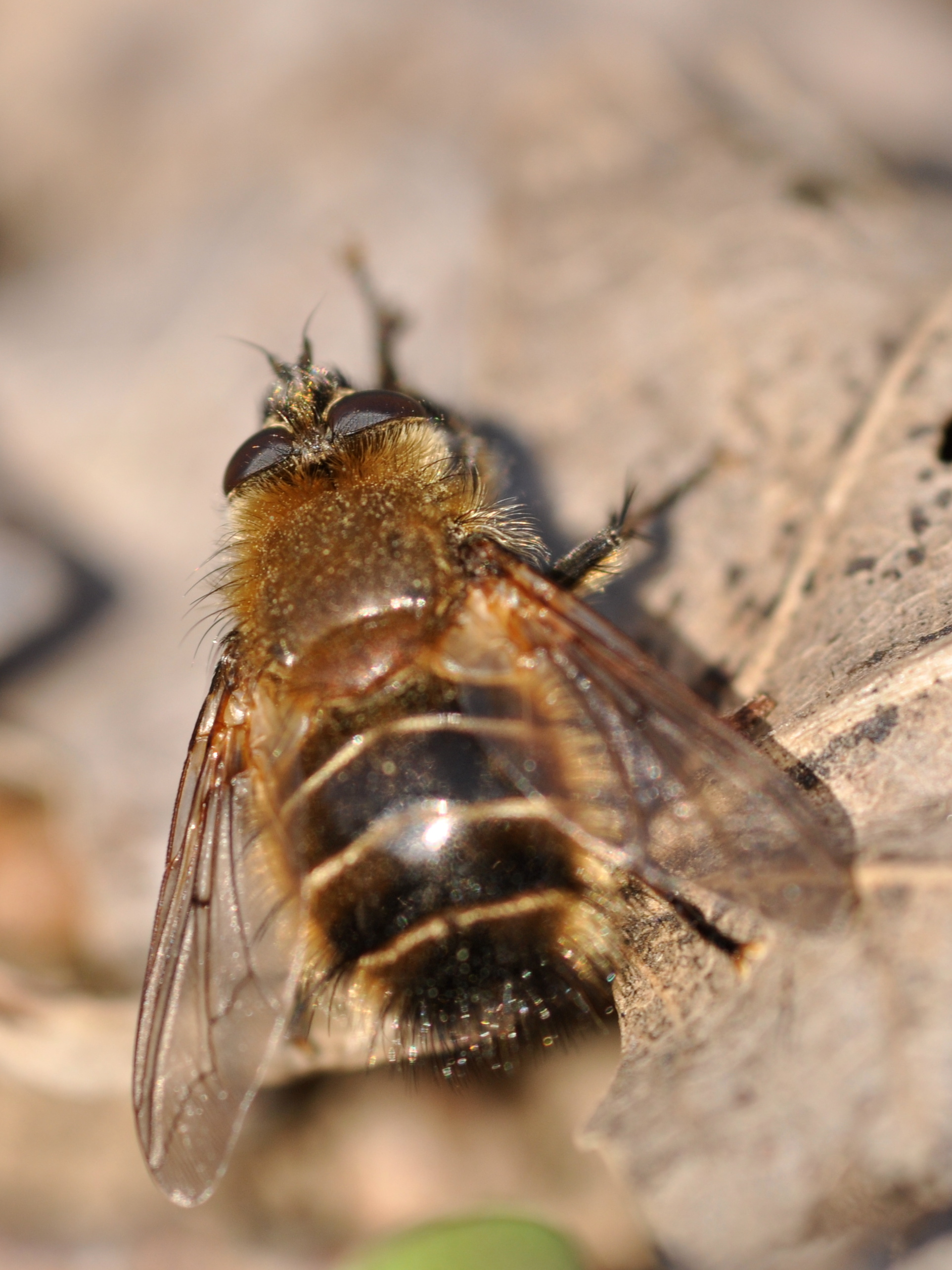
Tachina ursina

Tachina es un género de moscas relativamente grandes perteneciente a la familia Tachinidae, la mayoría tiene larvas que son parasitoides de orugas de lepidópteros. Hay aproximadamente unas 600 especies por todo el mundo.

## Especies
Algunas de las especies de este género son:
- Subgénero Eudoromyia Bezzi, 1906 (Paleártico)

- Tachina fera (Linnaeus, 1761)

- Subgénero Nowickia Wachtl, 1894 (Neártico)

- Tachina actinosa (Reinhard, 1938)
- Tachina acuminata (Tothill, 1924)
- Tachina ampliforceps (Rowe, 1931)
- Tachina atripalpis (Robineau-Desvoidy, 1863)
- Tachina brevirostris (Tothill, 1924)
- Tachina brevipalpis (Chao & Zhou, 1993)
- Tachina californimyia Arnaud, 1992
- Tachina canadensis (Tothill, 1924)
- Tachina compressa (Tothill, 1924)
- Tachina cordiforceps (Rowe, 1931)
- Tachina dakotensis (Townsend, 1892)
- Tachina deludans (Villeneuve, 1936)
- Tachina egula (Reinhard, 1938)
- Tachina emarginata (Tothill, 1924)
- Tachina evanida (Reinhard, 1953)
- Tachina funebris (Villeneuve, 1936)
- Tachina garretti Arnaud, 1994
- Tachina heifu (Chao & Shi, 1982)
- Tachina hingstoniae (Mesnil, 1966)
- Tachina invelata (Reinhard, 1953)
- Tachina latifacies (Tothill, 1924)
- Tachina latiforceps (Tothill, 1924)
- Tachina latigena (Tothill, 1924)
- Tachina latilinea (Chao & Zhou, 1993)
- Tachina longiunguis (Tothill, 1924)
- Tachina lutzi (Curran, 1925)
- Tachina margella (Reinhard, 1942)
- Tachina marklini Zetterstedt, 1838
- Tachina mongolica (Zimin, 1935)
- Tachina nearctica Arnaud, 1992
- Tachina nigella (Reinhard, 1938)
- Tachina nigrovillosa (Zimin, 1935)
- Tachina orbitalis (Reinhard, 1942)
- Tachina palpalis (Coquillett, 1902)
- Tachina piceifrons (Townsend, 1916)
- Tachina pictilis (Reinhard, 1942)
- Tachina planiforceps (Tothill, 1924)
- Tachina plumasana (Reinhard, 1953)
- Tachina polita (Zimin, 1935)
- Tachina praeceps(Meigen, 1824)
- Tachina rondanii (Giglio-Tos, 1890)
- Tachina strobelii (Rondani, 1865)
- Tachina tahoensis (Reinhard, 1938)

- Subgénero Rhachogaster Townsend, 1915 (Neártico)

- Tachina algens Wiedemann, 1830
- Tachina eurekana (Reinhard, 1942)
- Tachina latianulum (Tothill, 1924)
- Tachina oligoria Arnaud, 1992
- Tachina robinsoni (Townsend, 1915)
- Tachina rostrata (Tothill, 1924)
- Tachina spineiventer (Tothill, 1924)

- Subgénero Servillia Robineau-Desvoidy, 1830 (Palearctic)

- Tachina lurida (Fabricius, 1781)
- Tachina ursina (Meigen, 1824)

- Subgénero Tachina (Paleártico)

- Tachina albidopilosa (Portschinsky, 1882)
- Tachina alticola (Malloch, 1932)
- Tachina amurensis (Zimin, 1929)
- Tachina anguisipennis (Chao, 1987)
- Tachina ardens (Zimin, 1929)
- Tachina aurulenta (Chao, 1987)
- Tachina bombidiforma (Chao, 1987)
- Tachina bombylia (Villeneuve, 1936)
- Tachina breviala (Chao, 1987)
- Tachina breviceps (Zimin, 1929)
- Tachina chaoi Mesnil, 1966
- Tachina cheni (Chao, 1987)
- Tachina corsicana (Villeneuve, 1931)
- Tachina flavosquama Chao, 1982
- Tachina furcipennis (Chao & Zhou, 1987)
- Tachina genurufa (Villeneuve, 1936)
- Tachina gibbiforceps (Chao, 1962)
- Tachina grossa (Linnaeus, 1758)
- Tachina haemorrhoa (Mesnil, 1953)
- Tachina iota Chao & Arnaud, 1993
- Tachina jakovlewii (Portschinsky, 1882)
- Tachina laterolinea (Chao, 1962)
- Tachina lateromaculata (Chao, 1962)
- Tachina longiventris (Chao, 1962)
- Tachina luteola (Coquillett, 1898)
- Tachina macropuchia Chao, 1982
- Tachina magnicornis (Zetterstedt, 1844)
- Tachina medogensis (Chao & Zhou, 1988)
- Tachina metatarsa Chao & Zhou, 1998
- Tachina nupta (Rondani, 1859)
- Tachina persica (Portschinsky, 1873)
- Tachina pingbian Chao & Arnaud, 1993
- Tachina praeceps Meigen, 1824
- Tachina pubiventris (Chao, 1962)
- Tachina pulvera (Chao, 1962)
- Tachina punctocincta (Villeneuve, 1936)
- Tachina qingzangensis (Chao, 1982)
- Tachina rohdendorfi Zimin, 1935
- Tachina rohdendorfiana Chao & Arnaud, 1993
- Tachina ruficauda (Chao, 1987)
- Tachina sobria Walker, 1853
- Tachina spina (Chao, 1987)
- Tachina stackelbergi (Zimin, 1929)
- Tachina subcinerea Walker, 1853
- Tachina tienmushan Chao & Arnaud, 1993
- Tachina ursinoidea (Tothill, 1918)
- Tachina xizangensis (Chao, 1982)
- Tachina zaqu Chao & Arnaud, 1993
- Tachina zimini (Chao, 1962)